# Pālān-e Narges
Pālān-e Narges (persiska: پالان نرگس) är en ort i Iran.   Den ligger i provinsen Kermanshah, i den västra delen av landet, 500 km väster om huvudstaden Teheran. Pālān-e Narges ligger 1 444 meter över havet och antalet invånare är 277.
Terrängen runt Pālān-e Narges är huvudsakligen kuperad, men åt sydväst är den bergig. Terrängen runt Pālān-e Narges sluttar norrut. Runt Pālān-e Narges är det ganska tätbefolkat, med 60 invånare per kvadratkilometer. Närmaste större samhälle är Sharak-e Tamarkhān, 13,1 km norr om Pālān-e Narges. Trakten runt Pālān-e Narges består i huvudsak av gräsmarker.